# Tropodiaptomus symoensi
Tropodiaptomus symoensi is een eenoogkreeftjessoort uit de familie van de Diaptomidae. De wetenschappelijke naam van de soort is voor het eerst geldig gepubliceerd in 1971 door Einsle.